# Pervane

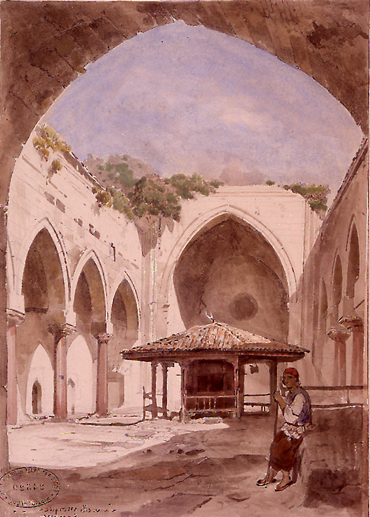
Pervane-Medrese in Sinop (1267/68)

Pervâne Mu‘in al-Din Suleyman (پروانه معين الدين سليمان, Mu‘īn al-Dīn Sulaymān; türkisch: Pervâne Muineddin Süleyman; † 1277) war einer der bedeutendsten Politiker des Rum-Seldschukenreichs im 13. Jahrhundert.

## Name
Pervane war der Titel eines persönlichen Assistenten des Sultans. Mu‘in al-Din Suleyman behielt diesen Titel als Beinamen auch nach seinem Aufstieg bei. Die Bedeutung hat nichts mit der heutigen Bedeutung Schmetterling zu tun, sondern kommt vom Wort Ferman.

## Biographie
Mu‘in al-Din Suleyman war der Sohn von Muhadhdhab al-Din, Wesir von Kai Chosrau II. Er wurde zunächst Kommandant von Erzincan. Im Zuge von Baijus Feldzug gegen die Rum-Seldschuken 1256 bekam er in Konya mit Erlaubnis der Mongolen das Amt des Pervane, dessen Titel fortan Namensbestandteil wurde. Zusammen mit dem Sultan Kılıç Arslan IV. zog er sich aber schon bald in die sicheren Städte Kayseri und Tokat zurück.
Von hier aus regierte er autokratisch mit Unterstützung der Mongolen das von ihm kontrollierte Gebiet. Von den Mongolen holte er sich die Erlaubnis, sich das vom Kaiserreich Trapezunt eroberte Sinop als persönlichen Besitz zu sichern. Als Kılıç Arslan IV. dieses ablehnte, wurde er 1265 auf einem Bankett stranguliert. Mu‘in al-Din Suleyman machte sich darauf zum Regenten des noch minderjährigen Kai Chosrau III. Er unterstützte die Ilchane bei ihren Auseinandersetzungen mit den Mamelucken, gleichzeitig versuchte er aber mit Hilfe der Mamelucken die mongolische Oberherrschaft abzustreifen.

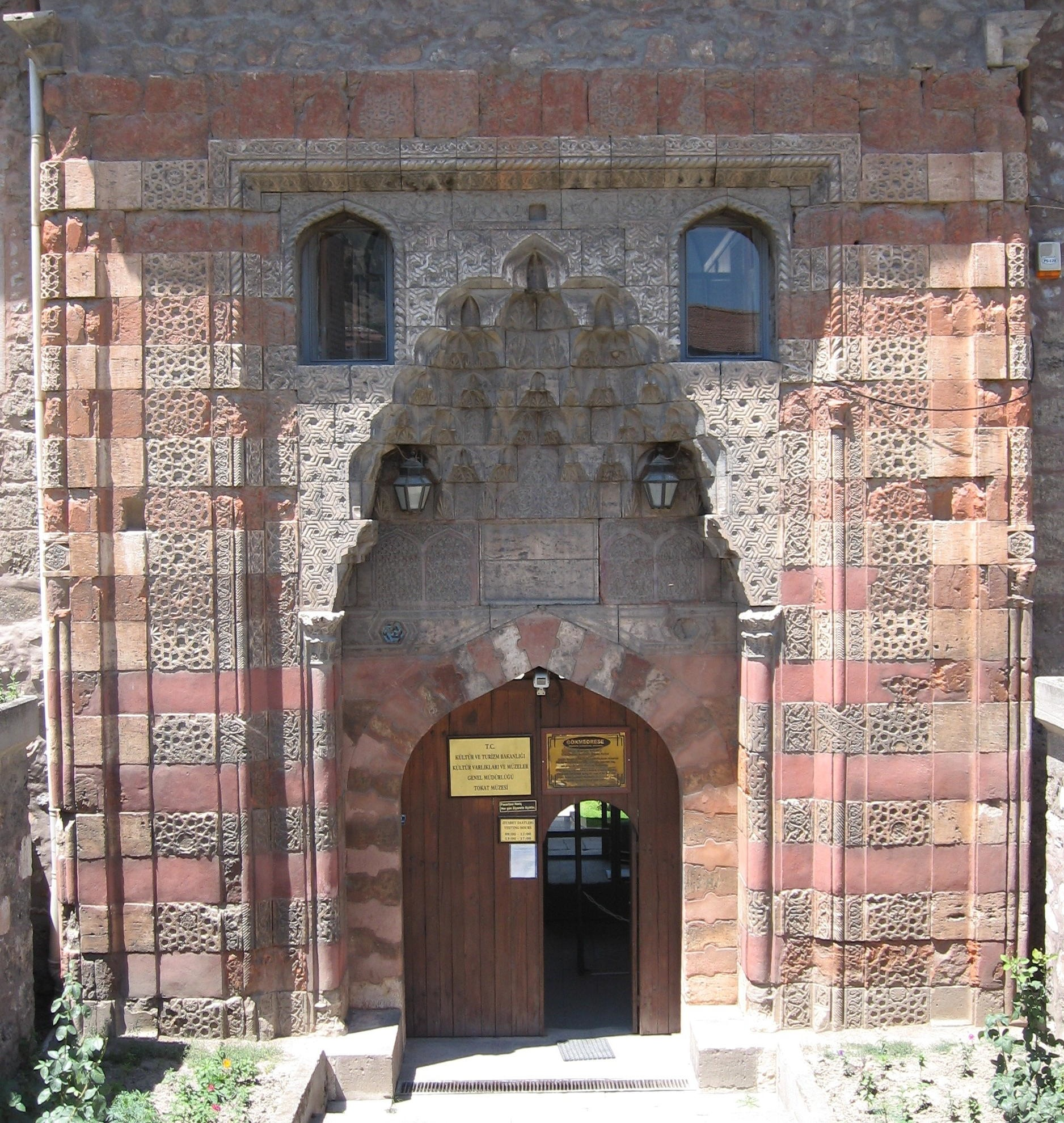
Von Mu‘in al-Din Suleyman gegründete Gök Medrese in Tokat (1277)

Als der Mamlucke Baibars I. 1277 einen Feldzug nach Kleinasien unternahm und eine mongolische Armee bei Elbistan besiegte, wurde der Pervane (dessen Truppen nicht in die Schlacht eingegriffen hatten) für die Niederlage verantwortlich gemacht und auf Veranlassung des Mongolenkhans Abaqa am 2. August 1277 nach einer Gerichtsverhandlung hingerichtet. Laut einer Legende wurde sein Fleisch beim nächsten mongolischen Bankett serviert.
Aus seiner Regierungszeit sind zahlreiche Gebäude vor allem in Sinop aber auch in Tokat, Merzifon und Kayseri erhalten.
Seine Söhne übernahmen seine Besitztümer, vor allem Sinop und errichteten das Beylik der Pervâneoğulları. Nachdem 1322 der letzte männliche Nachkomme gestorben war, ging das Beylik in den Besitz der Candaroğulları über.